# Soera De Aanbidding
Soera De Aanbidding is een soera van de Koran.
De soera is vernoemd naar de aanbidding, de eerbiedige nederwerping, zoals deze tijdens de salat wordt verricht. Deze wordt genoemd in aya 15. De soera verhaalt over God als Schepper. Na zes dagen zette Hij zich op Zijn troon. Er wordt gesproken over de Dag des oordeels, waarop de verdorvenen hun verblijfplaatsen zullen vinden in het vuur, maar de gelovigen die goede daden doen krijgen als verblijf de tuinen.

## Bijzonderheden
Ayat 16 t/m 20 zouden zijn geopenbaard in Medina. Bij recitatie van aya 15 wordt de sudjud, de nederwerping, verricht.